# Rai 3
Rai 3是義大利的一個電視頻道。自1979年12月15日開始播出節目。Rai 3是RAI最早的三個電視頻道之一。2013年9月開始，Rai 3開始播出高清訊號電視節目。Rai 3在部分地區用法語播出部分節目。rai 3的主要新聞節目是TG3。

## 外部連結
- Official Site（页面存档备份，存于） （意大利文）